# 杉尾神明社
杉尾神明社（すぎおしんめいしゃ）は、富山県南砺市杉尾地区にある神社。
杉尾神明社の境内にある門杉と欅は、市の指定文化財とされている。

## 概要
富山県西南部、南砺市の旧平村杉尾集落に鎮座する。
起源は明らかではないが、正徳2年（1712年）作成の『五ヶ山村々神号之覚』にて杉尾村の神明宮について言及されており、砺波郡北野村山伏海乗寺の持分であったと記されている。
明治30年（1897年）1月11日の夜、夜遊びから帰った若い男の不始末で、杉尾村の5分の4戸が消失する大火が起こった。火は神明社にまで迫ったが、後に文化財とされた大欅が盾となって社殿の類焼を防いだと伝えられる。
昭和18年（1943年）10月に社殿の修築が行われ、現在まで用いられている。春季祭礼は4月19日にあり、秋季祭礼は10月4日にある。

## 杉尾神明社の門杉と欅

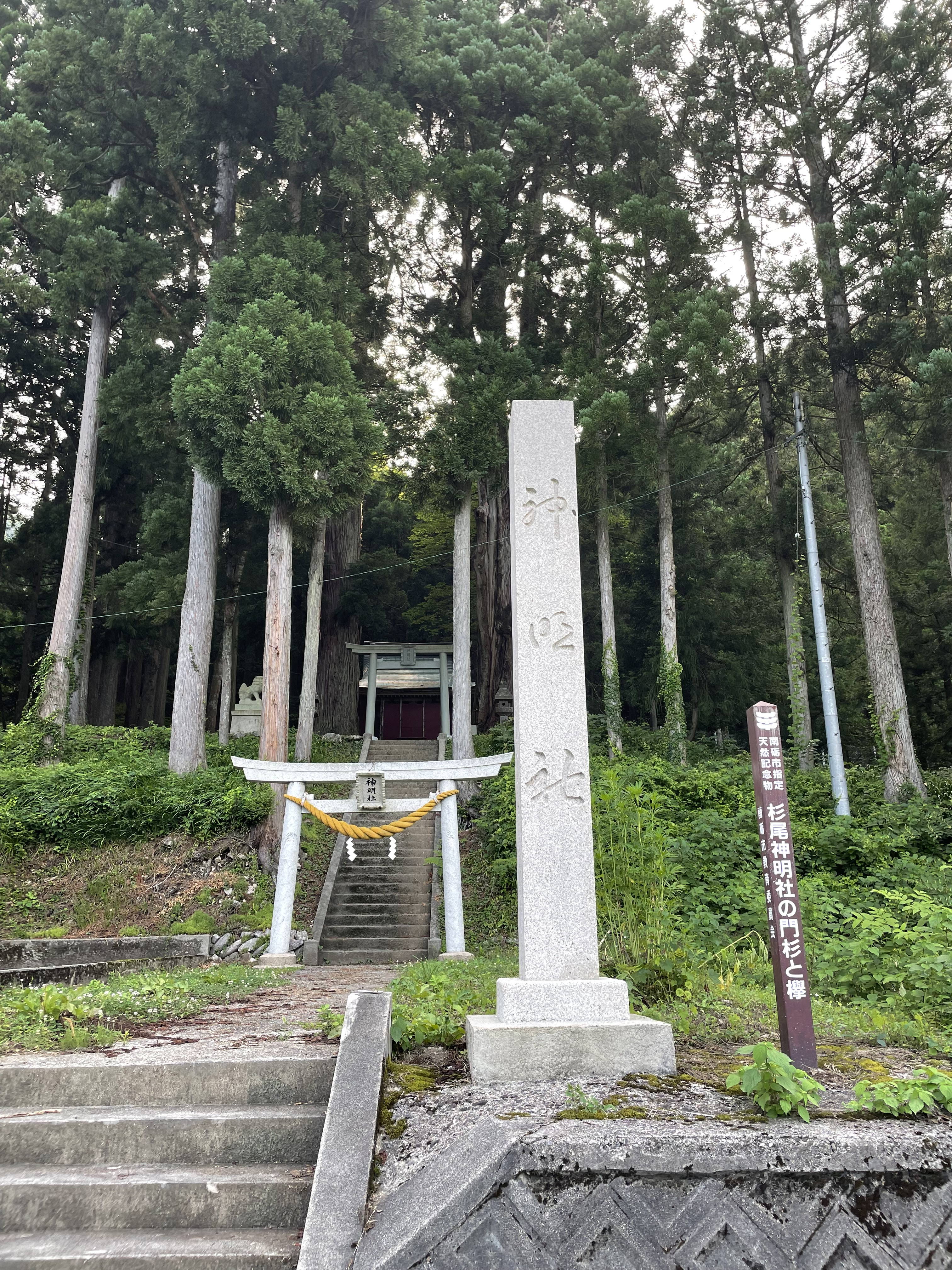
杉尾神明社の門杉と欅。

杉尾神明社境内の参道に2本並んで立つ大スギがあり、これが神明社の門杉と呼ばれる。社殿の前に相対的に植えられたようで、位置・樹齢・樹高ともよく似た形で成長を続けている。
また、同じく境内には樹齢約500年の大欅がある。この欅の幹の前面には上述した明治30年の大火の時に受けた傷が残っているが、これこそ社殿を火災から守った証しとして崇敬されている。
これら門杉と欅は平成元年6月10日（1989年）に平村の文化財に指定され、現在は南砺市に引き継がれている。